# Chile en los Juegos Olímpicos de Oslo 1952
Chile estuvo representado en los Juegos Olímpicos de Oslo 1952 por un total de 3 atletas (masculinos) que compitieron en esquí alpino.
El equipo olímpico chileno no obtuvo ninguna medalla en estos Juegos.

## Esquí alpino
Masculino
| Atleta           | Evento          | 1ª manga | 1ª manga | 2ª manga  | 2ª manga  | Total     | Total     |
| Atleta           | Evento          | Tiempo   | Posición | Tiempo    | Posición  | Tiempo    | Posición  |
| ---------------- | --------------- | -------- | -------- | --------- | --------- | --------- | --------- |
| Jaime Errázuriz  | Descenso        | —        | —        | —         | —         | 3:53,3    | 68        |
| Jaime Errázuriz  | Eslalon         | 1:19,0   | 62       | No avanzó | No avanzó | No avanzó | No avanzó |
| Jaime Errázuriz  | Eslalon gigante | —        | —        | —         | —         | 3:30,3    | 76        |
| Sergio Navarrete | Eslalon         | 1:20,9   | 63       | No avanzó | No avanzó | No avanzó | No avanzó |
| Eduardo Silva    | Descenso        | —        | —        | —         | —         | 3:52,3    | 66        |
| Eduardo Silva    | Eslalon         | 1:16,2   | 56       | No avanzó | No avanzó | No avanzó | No avanzó |
| Eduardo Silva    | Eslalon gigante | —        | —        | —         | —         | 3:25,6    | 75        |